# IOOF (empresa)
Para o alojamento internacional, consulte Ordem Independente de Companheiros Estranhos
A IOOF Holdings Limited é uma empresa australiana de serviços financeiros que oferece uma gama de produtos e serviços, incluindo consultoria financeira, aposentadoria, gerenciamento de investimentos e serviços de trustee.
Foi fundada em 1846 como uma sociedade amigável e tem suas origens no fornecimento de benefícios de doença e funeral antes da ampla disponibilidade de serviços de assistência social financiados pelo governo.
O IOOF foi desmutualizado em 2002 e listado na Australian Securities Exchange (ASX) em 2003.
O grupo IOOF concluiu várias fusões e aquisições, criando uma entidade significativa de serviços financeiros, com mais de US$ 140 bilhões em fundos sob gestão, administração e consultoria e mais de 500.000 clientes

## História do IOOF
A IOOF Holdings Limited originou-se em Melbourne em 1846 como a Grande Loja Victoria da Ordem Independente dos Companheiros Estranhos, uma sociedade internacional amigável. No final dos anos 80, as várias Grandes Lojas Australianas da Ordem Independente de Companheiros Estranhos combinadas eram a maior sociedade amiga da Austrália, com aproximadamente 200.000 membros.
A IOOF desmutualizou em 2002, formou a IOOF Holdings Limited, adquiriu a empresa de serviços financeiros AM Corporation, com sede em Sydney, e listou na Bolsa de Valores da Austrália (ASX) em 2003.
Em 2009, a IOOF Holdings Limited adquiriu as operações da Skandia australiana e a Australian Wealth Management Limited.
Em 2012, a IOOF adquiriu o Plano B e em 2018 adquiriu a SFG Australia.
Em 2018, o grupo adquiriu os negócios do Grupo de Revendedores Alinhados da ANZ (RI Advice, Millennium 3, (M3) e Financial Services Partners (FSP)).
O grupo IOOF inclui as seguintes entidades:
- Australian Executor Trustees
- Bridges Financial Services
- Consultum Financial Advisers
- Financial Services Partners
- Lonsdale
- Millenium 3
- RI Advice
- Shadforth Financial Group Limited (Shadforth)
- Timetastic